# 尾道銀行

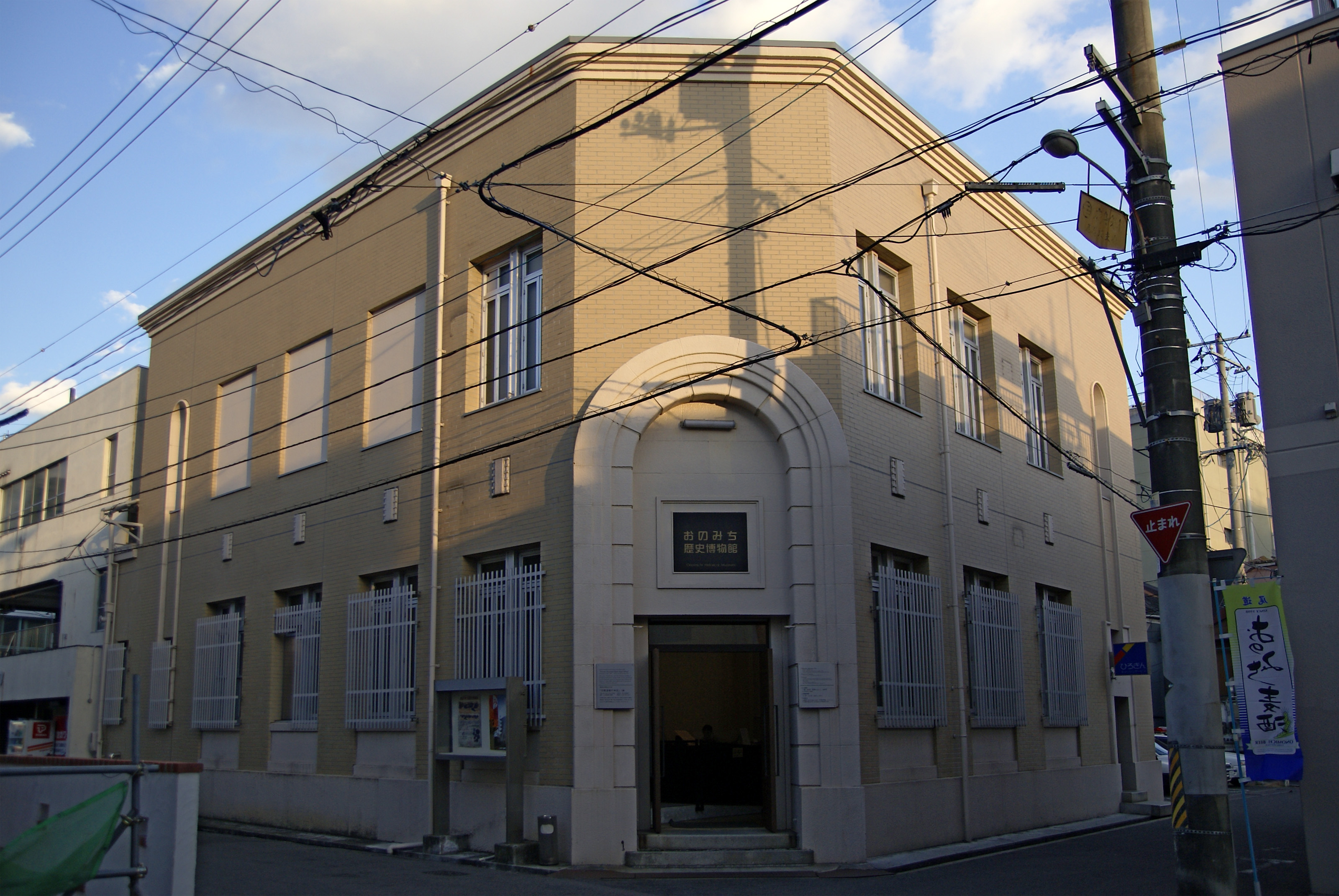
旧尾道銀行本店 / 現・おのみち歴史博物館。銀行店舗だった時代の雰囲気を残している。

株式会社尾道銀行（おのみちぎんこう）は、1922年（大正11年）に尾道市に設立された銀行で、広島銀行の前身行の一つである。
本項目では、前身である尾道貯蓄銀行（ - ちょちくぎんこう）についても併せて述べる。

## 沿革

### 尾道貯蓄銀行時代
尾道は藩政期以来、明治前半期に至るまで県下随一の商都としての地位を保ち、県庁所在地である広島よりも先んじて国立銀行（第六十六国立銀行時代 / 1876年）が設立されるなど県下での経済先進地の観があった。これを背景に、当行の前身である尾道貯蓄銀行が1895年（明治28年）10月16日に設立され、翌11月には尾道の本店および広島・福山の2支店で開業した。この銀行は、1890年の貯蓄銀行条例に基づき小口貯金の吸収と運用を担う貯蓄銀行の一つで、広島県下の貯蓄銀行としては広島貯蓄銀行に次いで最初期に設立された。設立の中心となったのは尾道の有力商人や福山の大地主である藤井与一右衛門など第六十六国立銀行の設立に関与した人々で、同行の貯蓄部門を担うために開業したものであった。そして当行は設立翌年の1896年から1897年にかけて備後地域などに4支店を設置し事業を拡大した。

### 普通銀行への転換と地元密着の営業
1921年（大正10年）の貯蓄銀行法制定で貯蓄銀行の免許基準が厳格化されると、県下の貯蓄銀行は普通銀行に転換するようになり、尾道貯蓄銀行も1922年（大正11年）11月1日に資本金500,000円の普通銀行に改組され、「尾道銀行」と改称した。発足翌年の1923年には本店が新築・竣工し、これが現在のおのみち歴史博物館となっている建造物である。当行は尾道市の金融業務を受託するとともに、「チャック」（ファスナー）製造の日本開閉器商会など、地元企業の育成・支援に力を入れた。このことの背景には1920年に第六十六国立銀行の後身である第六十六銀行ほか県下6行の新立合併で芸備銀行が発足した際に本店が尾道ではなく広島におかれ、次いで1926年（大正15年）2月に同じく尾道に本店をおく西原銀行が第一合同銀行に合併された結果、尾道唯一の本店銀行となった尾道銀行への地元商工業界の期待が集まったことがあった。

### 新立合併による備南銀行発足とその後
大正末年以降、県下では銀行の整理・統合の動きがすすめられ、 1926年（大正15年）1月には実現しなかったものの備後銀行・福山銀行・鞆銀行・世羅銀行・芦品銀行・松永実業銀行の備後地域6行との合同工作が浮上するなど、当行もしばしば他行との合同を慫慂されることになった。当行はこのような合同工作に対しおおむね前向きな態度に望み、1929年になって世羅郡甲山町（現・世羅町）に本店をおく世羅銀行、甲奴郡矢野村（現・府中市）に本店をおく山岡銀行との新立合併による新銀行設立の構想が浮上すると、同年1月にをこの2行との合併覚書を調印、翌1930年7月には株主総会を開いて合併の承認を受けた。同年10月には3行合同による備南銀行の新立合併が認可されたため、11月1日の同行開業に伴い尾道銀行は解散した。新銀行の頭取には当行頭取であった鳥居哲が就任し、12名の役員のうち半数の6名を当行出身者が占め、当行の本店が新銀行の本店として継承されるなど、旧尾道銀行ひいては第六十六国立銀行以来の尾道財界の一定のプレゼンスを示した。
備南銀行は、第二次世界大戦末期の「一県一行」政策にともない呉銀行・（旧）藝備銀行・広島合同貯蓄銀行・三次銀行との合併をすすめ、1945年5月1日、新立の（新）藝備銀行が発足したため解散となった。藝備銀行は戦後の1950年に廣島銀行（のち広島銀行）に改称し、現在に至っている。

### 年表
- 1895年（明治28年）
  - 10月16日：尾道で尾道貯蓄銀行の設立。
  - 11月1日：本店を尾道久保町、支店を広島・福山におき開業。
- 1896年（明治29年）11月：三津支店を設置。
- 1897年（明治30年）
  - 1月：三次支店・府中支店を設置。
  - 3月：忠海支店を設置。
- 1912年（明治45年）2月：広島市に水主町出張所を設置。
- 1922年（大正11年）
  - 1月：三原支店を設置。
  - 11月1日：普通銀行に転換し尾道銀行と改称（商号変更）。
- 1923年（大正12年）：尾道久保町の本店が竣工。
- 1926年（大正15年）1月：当行のほか備後銀行・福山銀行・鞆銀行・世羅銀行・芦品銀行・松永実業銀行の6行による合同工作が浮上するも失敗。
- 1929年（昭和4年）1月：当行および世羅銀行・山岡銀行による合併覚書の調印。
- 1930年（昭和5年）
  - 7月：株主総会が開催され上記2行との合併を承認。
  - 10月9日：3行の新立合併による備南銀行の設立認可。
  - 11月1日：備南銀行開業にともない解散。当行本店は備南銀行本店として継承。

## 歴代頭取
尾道貯蓄銀行の設立当初は頭取をおかず専務取締役の天野嘉四郎が筆頭役員となっていた。
- 鳥居幸雄[14]
- 鳥居哲（ - 1930年（昭和5年）10月）[14]

## 店舗
尾道貯蓄銀行設立時には尾道市の本店のほか、広島・福山の2支店がおかれ、その後6支店1出張所が新設された。

### 本店
尾道市久保町の本店は1923年（大正12年）に竣工した、鉄筋コンクリート構造（一部木造）・地上2階建てで外装は煉瓦積みの建造物である（記事冒頭の画像参照）。本店の所在地である久保町は、広島県の銀行発祥の地であり、他には県下初の国立銀行である第六十六国立銀行（のち第六十六銀行）や住友銀行の支店1号店（三井住友銀行尾道支店参照）などが立地していたことから、大正時代から「銀行浜」と呼ばれた。
1930年（昭和5年）11月の備南銀行開業後はその本店として使用され、1945年5月の（新）芸備銀行への新立合併の後には、同行（1950年以後は広島銀行）の「尾道東支店」となり、ついで支店統廃合で「市役所前出張所」とされ、2004年（平成16年）に店舗としては廃止された。その後尾道市の重要文化財となり、改装をｌ経ておのみち歴史博物館として使用されている。

### 支店
- 広島支店（広島市橋本町（現・中区）） - 開業時からの支店[2]で備南銀行広島支店として継承[18]。
- 福山支店（福山市船町） - 開業時からの支店[2]で備南銀行の福山支店として継承[18]。
- 大手町支店（広島市大手町（現・中区）） - 備南銀行大手町支店として継承[18]。
- 三津支店（賀茂郡三津町（現・東広島市）） - 1896年11月設置[19]。
- 三次支店（三次郡[注釈 3]三次町（現・三次市）） - 1897年1月設置[19]。
- 府中支店（芦品郡府中町府中（現・府中市）） - 1897年1月設置[19]。備南銀行府中支店として継承[18]。
- 忠海支店（豊田郡忠海町（現・竹原市）） - 1897年3月設置[19]。
- 三原支店（御調郡三原町三原（現・三原市）） - 1922年1月設置[19]。備南銀行三原支店として継承[18]。
- 水主町出張所（広島市水主町（現・中区）） - 1912年2月設置[19]。